# Евразийский фонд стабилизации и развития
Евразийский фонд стабилизации и развития (ЕФСР) (англ. The Eurasian Fund for Stabilization and Development, EFSD) — региональный финансовый механизм, часть глобальной сети финансовой безопасности, объемом более 9 млрд долларов США. Фонд был учрежден в 2009 году  Республикой Арменией, Республикой Беларусь, Республикой Казахстан, Кыргызской Республикой, Российской Федерацией и Республикой Таджикистан. Целями ЕФСР является содействие экономической и финансовой стабильности в государствах — участниках Фонда, а также поддержка их устойчивого развития.

## Деятельность
ЕФСР является элементом глобальной сети финансовой безопасности в Евразийском регионе. На долю фонда приходится 45 % стабилизационного финансирования в странах-участницах. 
Участниками Фонда являются шесть государств:
- Республика Армения,
- Республика Беларусь,
- Республика Казахстан,
- Кыргызская Республика,
- Российская Федерация,
- Республика Таджикистан.

В зависимости от задач стабилизации и развития ЕФСР используется один из четырех инструментов финансирования: техническое содействие, гранты, инвестиционное и стабилизационное финансирование.

### Макроэкономический надзор
Евразийский фонд стабилизации и развития занимается системным экономическим мониторингом государств-участников, направленным на диагностику угроз экономической стабильности и определение приоритетных направлений структурных и институциональных преобразований для поддержания устойчивости экономик стран. Он один из первых региональных финансовых механизмов в мире, который наделен странами-участницами такими полномочиями.
Основными публичными аналитическими документами Фонда являются Региональный экономический обзор и рабочие документы по различным аспектам, влияющим на макроэкономическую стабильность в Евразийском регионе. ЕФСР также ведет публичную базу данных суверенного финансирования, в которой отображены сведения о получении государствами региона средств со стороны различных международных финансовых организаций и агентств по развитию. 

### Техническое содействие
Проекты технического содействия ЕФСР осуществляются в области эффективности государственного управления, институциональных и структурных преобразований. Средства на реализацию этих проектов предоставляются государствам на безвозвратной и безвозмездной основе.
Для Республики Армения на цели повышения качества финансовой отчетности организаций общественного сектора выделено 2 млн долл. США.  
В Кыргызстане ЕФСР реализует проект технического содействия для улучшения налогового администрирования, на который на грантовой основе выделятся 1,45 млн долл. США. Результатом станет запуск цифрового профиля налогоплательщика.
В Таджикистане осуществляется проект технического содействия «Расширение внедрения принципов программного бюджетирования», для реализации которого выделяется 1,6 млн долл. США. В рамках проекта будет разработана необходимая нормативно-правовая база, выработана система нефинансовых показателей для расширения и повышения качества внедрения программного бюджетирования, пройдет обучение сотрудников министерств и ведомств, вовлеченных в бюджетные процессы. 

### Гранты
ЕФСР предоставляет государствам с относительно низким уровнем доходов гранты для финансирования проектов в образовании, здравоохранении, социальном обеспечении и защите, а также в области эффективности госуправления.  
В Армении грантовый проект ЕФСР направлен на борьбу с раком молочной железы, в Кыргызстане  и Таджикистане в рамках проектов «Караван здоровья» решаются задачи проведения первичных врачебных обследований жителей из сельских и труднодоступных регионов с использованием мобильных широкопрофильных медицинских комплексов.   
В Кыргызстане на средства ЕФСР было приобретено и передано медицинским учреждениям страны более 100 единиц санитарного транспорта и машин скорой помощи.

### Инвестиционное финансирование
Инвестиционные кредиты ЕФСР направлены на развитие инфраструктуры в транспортном секторе, энергетике, водном секторе и сельском хозяйстве, а также в социальных секторах. Эта деятельность рассматривается как часть стабилизационной повестки и повестки развития. Фонд содействует реабилитации объектов физической инфраструктуры, которые критически важны для устойчивого роста государств. С момента учреждения Фонд одобрил финансирование 12 проектов на сумму 778 млн долл. США для Армении, Кыргызстана и Таджикистана.
Реализованные проекты:
- Реконструкция автомобильной дороги Бишкек—Ош (Фаза IV) (Кыргызстан, $60 млн)[16];
- Реабилитация автомобильной дороги Арал—Суусамыр (Кыргызстан)[17];
- Строительство автомобильного коридора Север—Юг (4 очередь) (Армения, $150 млн)[18];
- Модернизация ирригационных систем (Армения, $40 млн)[19];
- Поставки сельскохозяйственной техники (Кыргызстан, $14,5 млн)[20];
- Реабилитация Нурекской ГЭС (Таджикистан, $40 млн)[21];
- Ввод в эксплуатацию второго гидроагрегата Камбаратинской ГЭС-2 (Кыргызстан, $110 млн)[22];
- Реабилитация Токтогульской ГЭС (Кыргызстан, $100 млн)[23].

### Стабилизационное финансирование
Стабилизационное и антикризисное финансирование ЕФСР предоставляет в форме финансовых кредитов для финансирования дефицита бюджета и платежного баланса государств-получателей и поддержку программ, направленных на устранение макроэкономических дисбалансов, реализацию структурных и институциональных преобразований, а также устранение последствий чрезвычайных событий неэкономического характера.
С момента учреждения Фонд профинансировал восемь программ на сумму $6 млрд 120 млн долл. США в Армении, Беларуси, Кыргызстане и Таджикистане. Из них $550 млн было предоставлено в рамках экстренного финансирования в условиях пандемии COVID-19.

## Партнерства
ЕФСР сотрудничает с  международными финансовыми институтами по следующим направлениям: финансирование программ и проектов, подготовка аналитики по вопросам политик и стандартов, экономической диагностики и политики.
ЕФСР взаимодействует с МВФ с учетом модели взаимодействия с региональными финансовыми механизмами, заложенной в принципах, утверждённых «Группой 20».
Фонд участвует в мероприятиях весенних и годовых встреч управляющих органов МВФ и Всемирного банка в статусе наблюдателя, работает по вопросам «Группы 20», участвует в мероприятиях региональных финансовых механизмов, программе Центрально-азиатского регионального экономического сотрудничества (ЦАРЭС), а также в работе «донорских клубов» в трех государствах-участниках ЕФСР: Кыргызстане, Таджикистане, Армении.
Реализованные проекты:
- Реконструкция автомобильной дороги Бишкек-Ош (Кыргызстан) – совместно с Азиатским банком развития;
- Реабилитация Токтогульской ГЭС (Кыргызстан) – совместно с Азиатским банком развития;
- Строительство автодорожного коридора «Север-Юг» (Армения) – совместно с Европейским инвестиционным банком и Азиатским банком развития;
- Реабилитация Нурекской ГЭС (Таджикистан) – совместно со Всемирным банком и Азиатским банком инфраструктурных инвестиций.